# 1993年の宝塚歌劇公演一覧
本項目では、1993年の宝塚歌劇公演一覧（1993ねんのたからづかかげきこうえんいちらん）について示す。

## 宝塚大劇場公演
（）内は、作者または演出者名。参考資料は90年史。

### 星組
- 1月1日 - 2月15日（新大劇場・こけら落とし公演）
  - 『宝寿頌』（植田紳爾）
  - 『PARFUM DE PARIS』（小原弘稔）

### 花組
- 2月19日 - 3月29日
  - 『メランコリック・ジゴロ -あぶない相続人-』（正塚晴彦）
  - 『ラ・ノーバ!』（村上信夫）

### 月組
- 4月2日 - 5月10日
  - 『グランドホテル』（トミー・チューン・岡田敬二　演出）
  - 『BROADWAY BOYS』（トミー・チューン、岡田敬二、ジェフ・カルフーン）

### 雪組
- 5月14日 - 6月21日
  - 『天国と地獄<オッフェンバック物語>』（植田紳爾）
  - 『TAKE OFF』（石田昌也）

### 星組
- 6月25日 - 8月2日
  - 『うたかたの恋』（柴田侑宏　脚本・演出）
  - 『パパラギ』（草野旦）

### 花組
- 8月6日 - 9月13日
  - 『ベイ・シティ・ブルース』（小池修一郎）
  - 『イッツ・ア・ラブ・ストーリー』（横澤英雄）

### 月組
- 9月17日 - 10月25日
  - 『花扇抄<花姿恋錦絵>』（酒井澄夫）
  - 『扉のこちら』（木村信司　脚本・演出）
  - 『ミリオン・ドリームズ』（三木章雄）

### 雪組
- 10月29日 - 12月14日
  - 『ブルボンの封印』（太田哲則　脚本・演出）
  - 『コート・ダジュール』（小原弘稔、石田昌也　演出）

## 東京宝塚劇場公演
（）内は、作者または演出者名。参考資料は90年史。

### 雪組
- 3月4日 - 3月31日
  - 『忠臣蔵〜花に散り雪に散り〜』（柴田侑宏）

### 星組
- 4月4日 - 4月30日
  - 『宝寿頌』（植田紳爾）
  - 『PARFUM DE PARIS』（小原弘稔）

### 花組
- 6月3日 - 6月28日
  - 『メランコリック・ジゴロ -あぶない相続人-』（正塚晴彦）
  - 『ラ・ノーバ!』（村上信夫）

### 月組
- 7月2日 - 7月31日
  - 『グランドホテル』（トミー・チューン・岡田敬二　演出）
  - 『BROADWAY BOYS』（トミー・チューン、岡田敬二、ジェフ・カルフーン）

### 雪組
- 8月4日 - 8月29日
  - 『天国と地獄<オッフェンバック物語>』（植田紳爾）
  - 『TAKE OFF』（石田昌也）

### 星組
- 11月3日 - 11月28日
  - 『うたかたの恋』（柴田侑宏　脚本・演出）
  - 『パパラギ』（草野旦）

### 花組
- 12月2日 - 12月26日
  - 『ベイ・シティ・ブルース』（小池修一郎）
  - 『イッツ・ア・ラブ・ストーリー』（横澤英雄）

## 宝塚バウホール公演
（）内は、作者または演出者名。参考資料は90年史。

### 月組
- 1月2日 - 1月17日
  - 『マンハッタン物語』（太田哲則）

### 雪組
- 1月23日 - 2月9日
  - 『セ・ラムール』（大関弘政）

### 星組
- 2月28日 - 3月9日
  - 『サタディナイト・ロマンス』（横澤英男）

### 花組
- 4月26日 - 5月11日
  - 『ル・グラン・モーヌ』（酒井澄夫　脚本・演出）

### 月組
- 5月30日 - 6月12日
  - 『ロスト・エンジェル』（小池修一郎）

### 星組
- 8月28日 - 9月13日
  - 『FILM MAKING』（谷正純）

### 花組
- 10月3日 - 10月17日
  - 『アップル・ツリー』（岡田敬二　演出）

- 10月22日 - 11月4日
  - 『ワン・タッチ・オブ・ヴィーナス』（村上信夫　脚色・演出）

### 月組
- 11月12日 - 11月23日
  - 『夢の10セント銀貨』（中村暁　脚色・演出）

### 星組
- 12月23日 - 12月28日
  - 『ラ・トルメンタ』（酒井澄夫）

## その他の日本公演
（）内は、作者または演出者名。参考資料は90年史。

### 雪組・特別
- 1月19日 - 1月29日　東京・日本青年館
  - 『ヴァレンチノ』（小池修一郎）

- 2月1日 - 2月9日　名古屋・中日劇場
  - 『ヴァレンチノ』（小池修一郎）

### 星組・特別
- 2月25日 - 3月3日　東京・日本青年館
  - 『ハロー、ジョージ!』（太田哲則）

### 花組
- 4月17日 - 5月9日　市川、仙台、尾鷲、広島、福岡、鹿児島
  - 『心の旅路』（中村暁　脚本・演出）
  - 『ファンシー・タッチ』（三木章雄）

### 月組・特別
- 5月28日 - 6月2日　東京・日本青年館
  - 『マンハッタン物語』（太田哲則）

- 6月5日 - 6月7日　名古屋・愛知厚生年金会館
  - 『マンハッタン物語』（太田哲則）

### 星組
- 9月11日 - 9月29日　仙台、相模大野、市川、静岡、広島、鹿児島
  - 『秋…冬への前奏曲』（谷正純）
  - 『ワンナイト・ミラージュ』（酒井澄夫）

- 10月1日 - 10月3日　福岡市民会館
  - 『秋…冬への前奏曲』（谷正純）
  - 『ワンナイト・ミラージュ』（酒井澄夫）

### 星組・特別
- 9月18日 - 9月26日　東京・日本青年館
  - 『FILM MAKING』（谷正純）

### 花組・特別
- 10月2日 - 10月14日　東京・天王洲アイル・アートスフィア
  - 『ワン・タッチ・オブ・ヴィーナス』（村上信夫　脚色・演出）

- 10月23日 - 10月30日　東京・日本青年館
  - 『アップル・ツリー』（岡田敬二　演出）

- 11月11日 - 11月13日　名古屋・愛知厚生年金会館
  - 『アップル・ツリー』（岡田敬二　演出）

### 星組
- 12月19日 - 12月29日　大阪・シアタードラマシティ
  - 『ライト&シャドウ』（石田昌也）